# 埼玉県道82号長瀞玉淀自然公園線

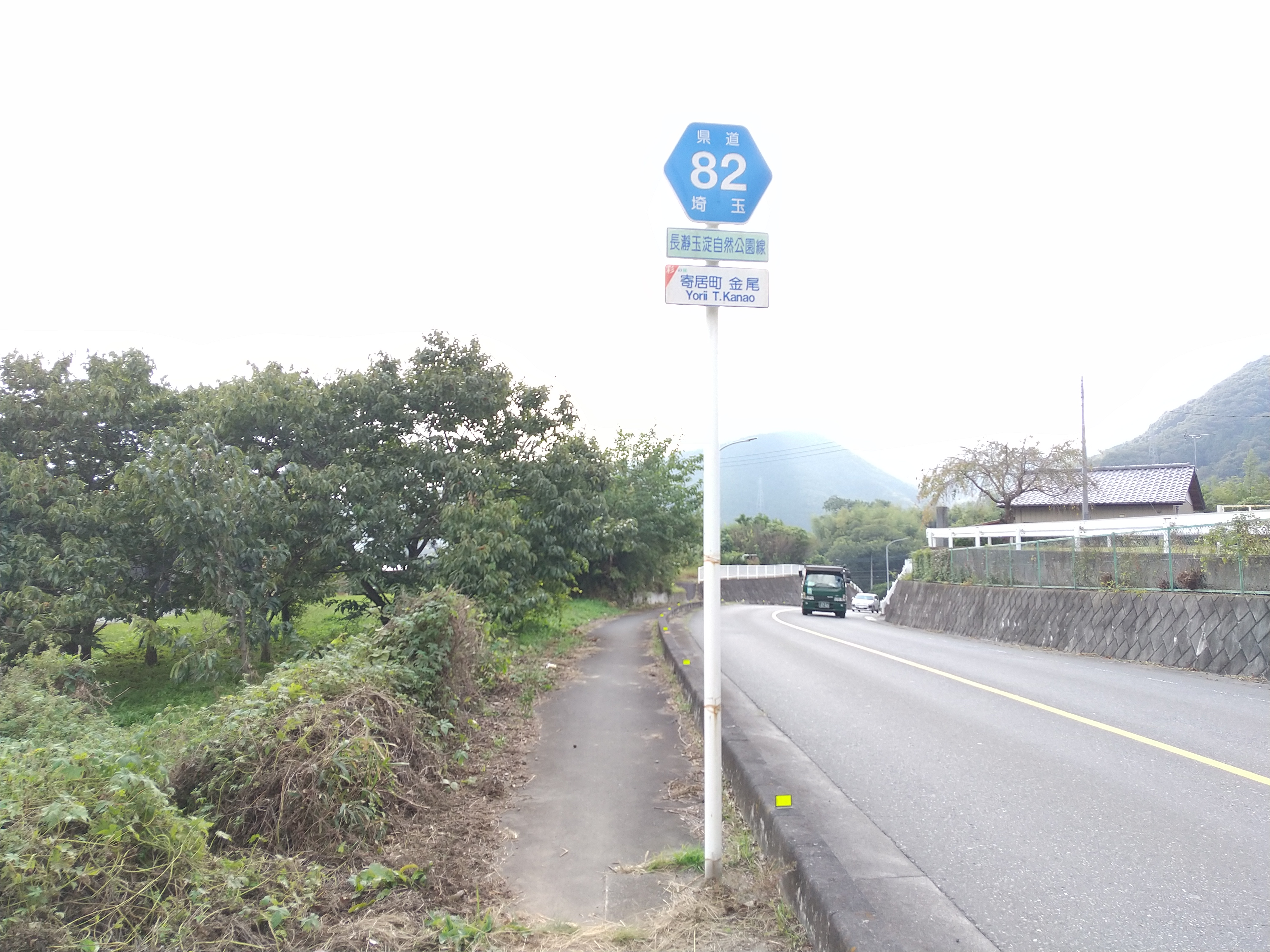
寄居町金尾付近

埼玉県道82号長瀞玉淀自然公園線（さいたまけんどう82ごう ながとろたまよどしぜんこうえんせん）は、埼玉県寄居町金尾（秩父鉄道波久礼駅前）から長瀞町を経て秩父市大野原へ至る主要地方道である。
荒川をはさんで国道140号の反対側である東側を結んでおり、国道140号渋滞時のバイパスルートである。

## 路線概要
- 起点：国道140号波久礼駅前交差点
- 終点：国道140号大野原交差点

## 地理

### 通過する市町村
- 埼玉県
  - 大里郡寄居町 - 秩父郡長瀞町 - 皆野町 - 秩父市

### 接続する道路
| 交差する道路                                              | 交差点名             | 所在地 |
| --------------------------------------------------------- | -------------------- | ------ |
| 国道140号                                                 | 波久礼駅前           | 寄居町 |
| 埼玉県道201号岩田樋口停車場線                             |                      | 長瀞町 |
| 埼玉県道287号長瀞児玉線                                   | 井戸                 | 長瀞町 |
| 埼玉県道348号下戦場塩貝戸線 国道140号（皆野寄居バイパス） | 皆野長瀞インター入口 | 皆野町 |
| 埼玉県道361号三沢坂本線                                   |                      |        |
| 埼玉県道11号熊谷小川秩父線                                | 栃谷                 | 秩父市 |
| 国道140号                                                 | 大野原               | 秩父市 |

### 重複区間
- 埼玉県道11号熊谷小川秩父線（重複区間：栃谷交差点 - 高篠小前交差点）

### 交差する河川
- 荒川（寄居橋）
- 三沢川
- 定峰川
- 横瀬川（高篠橋）

### 沿線の施設
| 施設                                      | 所在地 |
| ----------------------------------------- | ------ |
| 亀の井ホテル 長瀞寄居（旧かんぽの宿寄居） | 寄居町 |
| 秩父鉄道秩父本線波久礼駅                  | 寄居町 |
| 伝蔵院                                    | 寄居町 |
| 金尾山公園                                | 寄居町 |
| 道光寺（長瀞七草寺）                      | 長瀞町 |
| 長瀞キャンプヴィレッジ                    | 長瀞町 |
| 長瀞町営総合グランド                      | 長瀞町 |
| 白鳥神社                                  | 長瀞町 |
| 法善寺（長瀞七草寺）                      | 長瀞町 |
| 春日神社                                  | 長瀞町 |
| 皆野スポーツ公園多目的広場                | 皆野町 |
| ぼくらのミナノベース                      | 皆野町 |
| 長福寺                                    | 皆野町 |
| 秩父国際カントリークラブ                  | 皆野町 |
| 皆野町立三沢小学校                        | 皆野町 |
| 三沢郵便局                                | 皆野町 |
| 二十三夜寺（医王寺）                      | 皆野町 |
| 秩父クリーンセンター                      | 秩父市 |
| 四萬部寺（秩父1）                         | 秩父市 |
| 秩父警察署高篠駐在所                      | 秩父市 |
| 秩父市高篠公民館                          | 秩父市 |

## ギャラリー

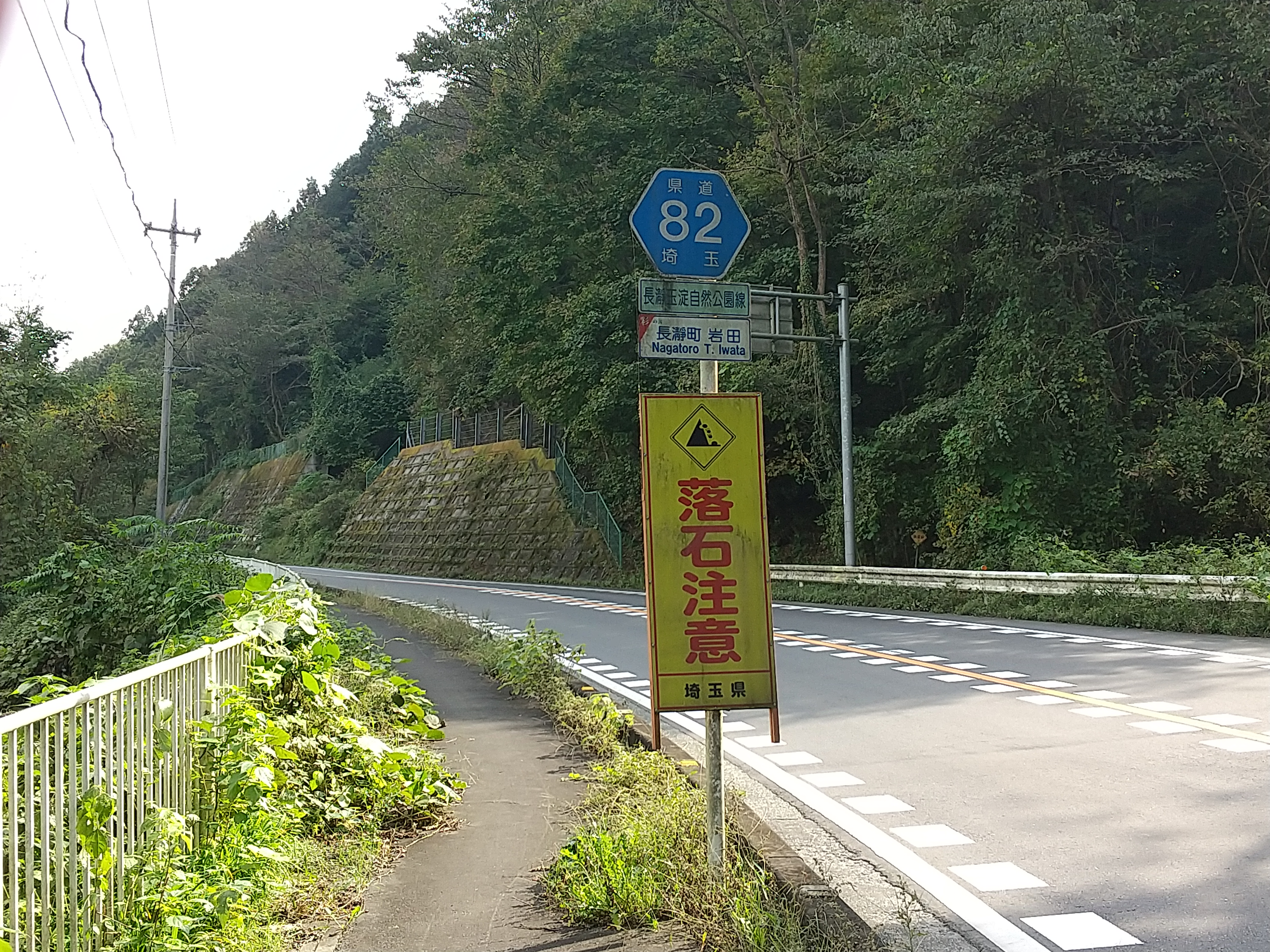
長瀞町岩田付近
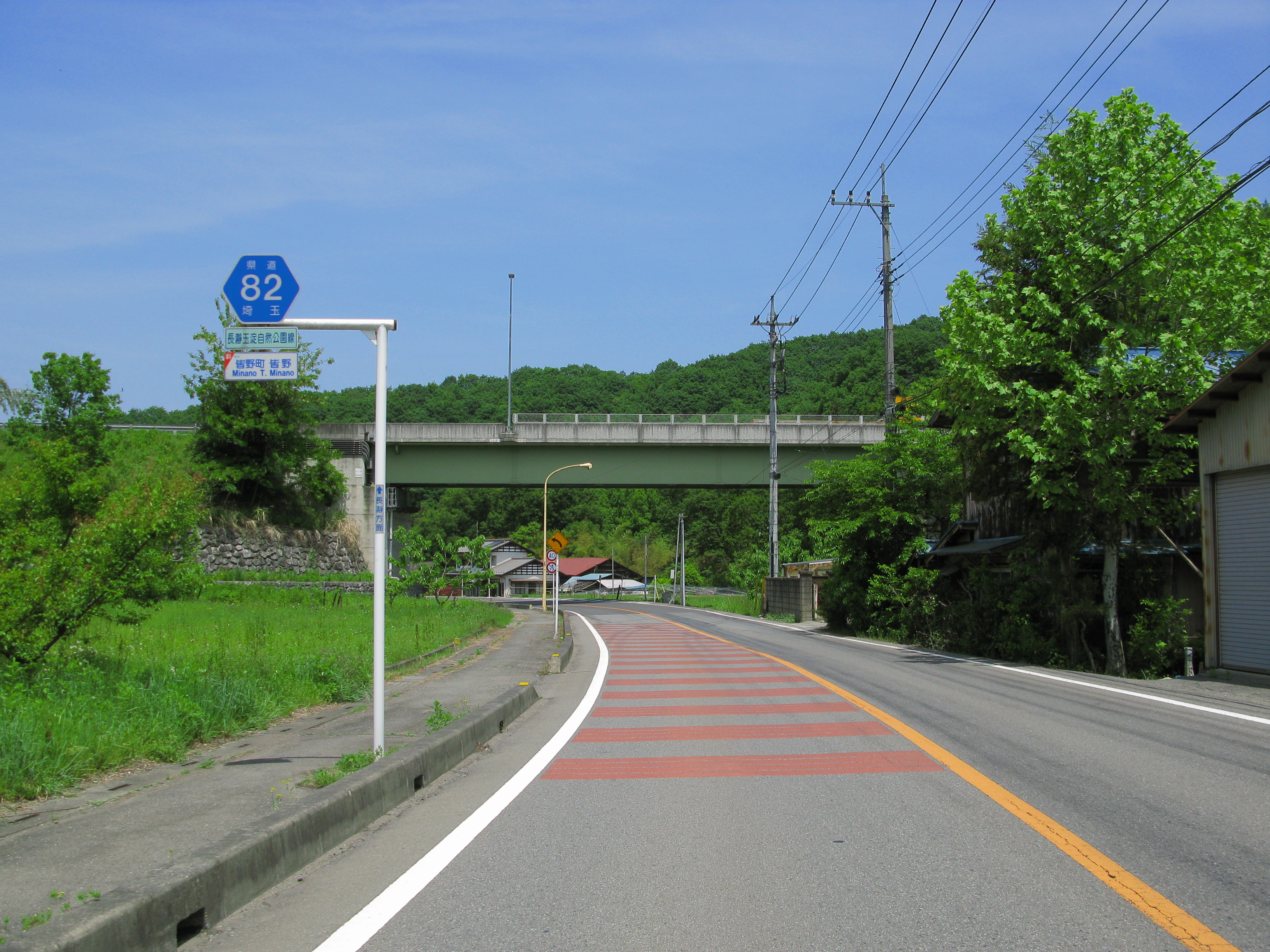
皆野町皆野地区 皆野寄居バイパスと交差する
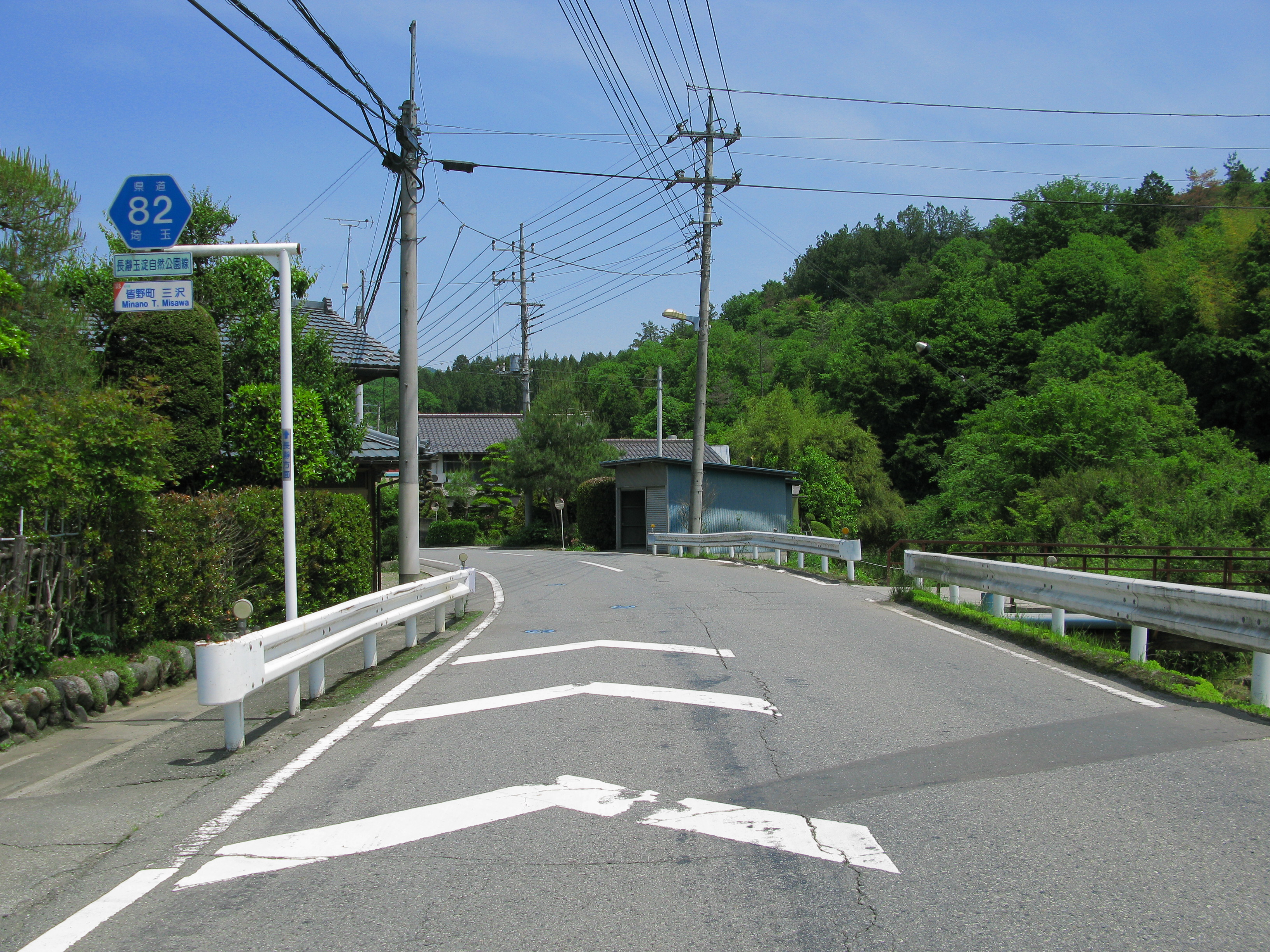
皆野町三沢地区